# Харви, Пол (актёр)
Пол Харви (англ.  Paul Harvey), имя при рождении Рой Пол Харви (англ. Roy Paul Harvey; 10 сентября 1882 — 5 декабря 1955) — американский актёр театра и кино 1910—1950-х годов.
С 1916 по 1933 год Харви успешно работал на бродвейской сцене, а с 1928 по 1955 год постоянно работал в Голливуде. Среди более чем 180 фильмов, в которых снялся Харви, такие известные ленты, как «Окаменевший лес» (1936), «Чёрный легион» (1937), «Алжир» (1938), «Высокая Сьерра» (1940), «Завороженный» (1945), «Звонить Нортсайд 777» (1948), «Источник» (1949), «Отец невесты» (1950), «Джейн-катастрофа» (1953), «Сабрина» (1954) и «Десять заповедей» (1956).

## Ранние годы и начало карьеры
Пол Харви родился 10 сентября 1882 года в городе Сандуич, Иллинойс, США.

## Театральная карьера
С 14 лет Харви стал работать актёром. В 1916 году в возрасте 34 лет Харви дебютировал на бродвейской сцене, сыграв вплоть до 1933 года в 12 спектаклях, среди которых «Вниз и вверх по лестнице» (1916—1917), «Юбка» (1921), «Ужасная правда» (1922—1923), «Интриги» (1924), «Самый молодой» (1924—1925), «Вниз по течению» (1926), «Афера Донована» (1926), «Глупость» (1929), «Обесчещенная леди» (1930), «Стук» (1931), «Краткий момент» (1931—1932) и «Ужин в восемь» (1932—1933).

## Карьера в кинематографе
В 1915 году Харви дебютировал в кино в мелодраме «Жемчужина Антильских островов» (1915), сыграв в 1917—1918 годах ещё в одном полнометражном и четырёх короткометражных немых фильмах.
В 1929 году комедией «Ужасная правда» (1929) Харви возобновил актёрскую карьеру уже в звуковом кино. После ролей в комедиях «Мудрый пол» (1932) с Клодетт Кольбер и «Страдающий от любви» (1933), где у него была одна из главных ролей, Харви решил оставить театральную карьеру и окончательно перешёл в кино.
В 1934 году у Харви было уже тринадцать фильмов, среди которых номинированная на «Оскар» биографическая драма с Джорджем Арлиссом «Дом Ротшильдов» (1934), где Харви исполнил роль Соломона, сына главы клана Ротшильдов, музыкально-романтическая комедия с Эдди Кантором «Детские миллионы» (1934), где Харви предстал в образе арабского шейха, и историческая романтическая комедия «Романы Челлини» (1934) с Фредриком Марчем в роли знаменитого скульптора. Другими заметными картинами Харви в этом году стали мелодрама с Лореттой Янг и Кэри Грантом «Рождённая быть плохой» (1934), детектив «Храбрость Чарли Чана» (1934) с Уорнером Оулэндом в заглавной роли (фильм считается утерянным) и комедия с Уорнером Бакстером и Мирной Лой «Бродвей Билл» (1934).
На следующий год Харви сыграл гангстера в семейной комедии «Алиби Айк» (1935), газетного редактора в музыкальной комедии «Мелодии Бродвея 1936 года» (1935) и капитана в криминальной мелодраме с Ричардом Бартельмессом «Четыре часа на убийство!» (1935). Кроме того, Харви сыграл заметные роли второго плана в таких картинах, как криминальная комедия с Эдвардом Г. Робинсоном «Весь город говорит» (1935), мюзикл с Мэй Уэст «Поездка в город» (1935) и мюзикл с Диком Пауэллом «Миллион благодарностей» (1935).
В 1936 году у Харви было четырнадцать картин. Он, в частности, сыграл заметную роль бизнесмена в нуарном триллере «Окаменелый лес» (1936), где матёрый уголовник (Хамфри Богарт) отбирает у него машину, а затем держит его в качестве одного из заложников. Харви также сыграл заметные роли в вестерне с Гэри Купером «Человек с равнины» (1936) и фильме ужасов с Борисом Карлоффом «Разгуливая мёртвым» (1936) и романтической комедии с Робертом Тейлором и Лореттой Янг «Личный номер» (1936). Год спустя у Харви были роли в восьми фильмах, включая социально-политический нуар с Хамфри Богартом «Чёрный легион» (1937), и социальную драму со Спенсером Трейси «Большой город» (1937), где Харви был окружным прокурором, и романтическая комедия с Морин О’Салливан «Моя дорогая мисс Олдрич» (1937).
Харви сыграл важную роль полицейского комиссара в криминальной драме «Алжир» (1938) с Шарлем Буайе и Хэди Ламарр в главных ролях. Среди остальных девяти фильмов 1938 года наиболее заметными были семейная комедия с Ширли Темпл «Ребекка с фермы Саннибрук» (1938), историческая драма о поэте Франсуа Вийоне «Если бы я был королём» (1938) с Рональдом Колманом в главной роли, детектив «Чарли Чан в Гонолулу» (1938) и мелодрама с участием Эррола Флинна и Бетт Дейвис «Сёстры» (1938), а также криминальная комедия с Эдвардом Г. Робинсоном «Простенькое дело об убийстве» (1938). Год спустя Харви появился в приключенческой исторической ленте со Спенсером Трейси «Стэнли и Ливингстон» (1939), музыкальной драме с Яшей Хейфецем «У них будет музыка» (1939) и музыкальной комедии с Бобом Хоупом «Никогда не отчаивайся» (1939).
Среди одиннадцати фильмов Харви 1940 года выделяется фильм нуар с Хамфри Богартом «Высокая Сьерра» (1940), менее заметными были вестерн с Уильямом Холденом «Аризона» (1940) и биографическая драма с Эдвардом Г. Робинсоном «Магическая пуля доктора Эльриха» (1940).
Год спустя Харви сыграл судью в фильме нуар с Айдой Лупино и Джоном Гарфилдом «Берег в тумане» (1941), другими заметными фильмами были комедия с Лорелом и Харди «Великие пушки» (1941) и военная мелодрама с Клодетт Кольбер «Памятный день» (1941). Ещё через год Харви появился в шести фильмах, в частности, сыграл ключевую роль шантажируемого крупного промышленника в криминальной комедии «Человек, который не умирал» (1942) с Ллойдом Ноланом в роли частного детектива Майкла Шейна. Год спустя он появился в трёх фильмах, в том числе сыграл хирурга в звёздном музыкальном ревю «Благодари судьбу» (1943). Среди пяти фильмов 1944 года наиболее значимым была военная музыкальная комедия с Кэй Фрэнсис «Три девушки в джипе» (1944).
В 1945 году у Харви было десять фильмов, среди которых триллер Альфреда Хичкока «Заворожённый» (1945), где он сыграл одного из врачей психиатрической больницы, социальная драма Жана Ренуара «Южанин» (1945) и музыкальная комедия «Звуки горна в полночь» (1945). В следующем году Харви появился в двенадцати фильмах, включая комедию с братьями Маркс «Ночь в Касабланке» (1946), романтическую комедию с Вэном Джонсоном «Легко жениться» (1946), военную музыкальную мелодраму «Бамбуковая блондинка» (1946), приключенческую комедию с Лео Горси «В быстрой компании» (1946) и фильм нуар с Андреа Кинг «День женщины» (1946), где он был шефом детективов. Среди восьми фильмов 1947 года выделялись такие картины как романтическая комедия с Роландом Колманом «Покойный Джордж Эппли» (1947), военный боевик с Вэном Джонсоном «Высокий Барбери» (1947), комедия с Вирджинией Мейо «Из ниоткуда» (1947) и политическая драма о создании ядерной бомбы «Начало или конец» (1947), где Харви был генерал-лейтенантом.
Среди одиннадцати фильмов Харви 1948 года наиболее значимым был фильм нуар «Звонить Нортсайд 777» (1948), где он сыграл юрисконсульта газеты, журналист которой (Джеймс Стюарт) пытается добиться пересмотра дела несправедливо осуждённого за убийство молодого парня. Другими заметными фильмами этого года стали романтическая комедия с Клодетт Кольбер «Семейный медовый месяц» (1948), где он был ректором университета, и криминальная комедия «Пещера контрабандистов» (1948), где он сыграл наследника богатой загородной усадьбы, за которую разгорается борьба между преступниками и группой молодых парней из Нью-Йорка, ошибочно решивших, что усадьбу унаследовал один из них. На следующий год Харви сыграл женатого бизнесмена, у которого группа шантажистов вымогает крупную сумму денег, в фильме нуар «Переулок» (1949), а также богатого предпринимателя и потенциального спонсора создания нового университета в фильме нуар с Уильямом Пауэллом «Сделай один ложный шаг» (1949). У него также была небольшая роль оперного предпринимателя в драме с Гэри Купером «Источник» (1949) и президента колледжа в комедии с Клифтоном Уэббом «Мистер Бельведер едет в колледж» (1949), и ещё шесть менее значимых картин.
В 1950 году Харви сыграл одну из своих самых памятных ролей преподобного Голсуорси в комедии со Спенсером Трейси и Элизабет Тейлор «Отец невесты» (1950). В том же году он предстал в образе начальника полиции в фильме нуар «Разделительная линия» (1950), а также сыграл роли второго плана в музыкальной комедии с Фредом Астером «Три маленьких слова» (1950), а также в криминальной комедии с Энн Шеридан «Стелла» (1950), комедиях «Стремясь высоко» (1950) с Бингом Кросби и «Молочник» (1950). После двенадцати фильмов в предыдущем году Харви сыграл в семи картинах в 1951 году, в том числе повторил роль преподобного Голсуорси в сиквеле «Отца невесты» под названием «Маленькая прибыль отца» (1951). Он также сыграл небольшую роль церемониймейстера на оперном балу в музыкальной драме «Великий Карузо» (1951) с Марио Ланцей в заглавной роли, и был лейтенантом-коммандером в военной комедии «Флот, вперёд!» (1951).
Все шесть фильмов Харви 1952 года были комедиями или музыкальными комедиями, среди их «Кто-нибудь видел мою девчонку?» (1952) с Роком Хадсоном, «Апрель в Париже» (1952) с Дорис Дэй и «Лодка мечты» (1952) с Джинджер Роджерс и Клифтоном Уэббом. В 1953 году Харви сыграл в четырёх фильмах, наиболее заметными среди которых были музыкальный вестерн с Дорис Дэй «Джейн-катастрофа» (1953) и мелодрама с Элизабет Тейлор «Девушка, у которой было всё» (1953), а также музыкальная комедия с Бобом Хоупом «А вот и девушки» (1953). В своём единственном фильме 1954 года, романтической комедии с участием Богарта и Одри Хепберн «Сабрина» (1954) Харви сыграл эпизодическую роль доктора (без указания в титрах). Харви завершил свою кинокарьеру ролями в мюзикле с участием Джека Леммона и Бетти Грейбл «Трое в шоу» (1955), где у него была маленькая роль полковника, и в семейной комедии с Лео Горси «Высшее общество» (1955), а также сыграл королевского врача в исторической эпопее Сесиля Демилля «Десять заповедей» (1956). Этот фильм вышел уже после смерти актёра.

## Карьера на телевидении
В период с 1951 по 1955 год Харви сыграл в 42 эпизодах 30 различных телесериалов, среди которых «Шоу Эмоса и Энди» (1951), «Наша мисс Брукс» (1952), «Я люблю Люси» (1953), «Мистер и миссис Норт» (1953), «Шоу Джордж Бёрнса и Грейси Аллен» (1953—1955, 3 эпизода), «Письмо к Лоретте» (1954), «Декабрьская невеста» (1954—1955, 2 эпизода), «Моя маленькая Марджи» (1955, 2 эпизода), «Свистун» (1955), «Приключения Оззи и Харриет» (1955), «Общественный защитник» (1955), «Театр Роя Роджерса» (1955—1957, 4 эпизода), «Студия 57» (1956), «Отец знает лучше» (1956) и «Театр Этель Бэрримор» (1956).

## Актёрское амплуа и оценка творчества
Пол Харви был высоким (188 см) крепким актёром второго плана. После успешной актёрской карьеры, когда ему было уже за сорок, Харви начал сниматься в кино. Он стал играть, как правило, заботливых отцов, нервных корпоративных персонажей или священников, а также как благородных, так и хвастливых руководителей.
Как отмечено в биографии актёра на сайте Classic Movie Hub, «Всё в этом седовласом, сердечном американском актёре было большим и дорогим. Он играл солидных граждан, шумных болтунов, утешающих отцов, окружных прокуроров, руководителей с расстройствами желудка и авторитарных фигур в шляпах за рабочими столами. После 23 лет таких ролей Харви со своей длинной, тяжелой головой, большими ушами и солидными габаритами обратил на себя внимание, пожалуй, в своей самой запоминающейся роли преподобного мистера Голсуорси в фильмах „Отец невесты“ (1950) и „Маленькая прибыль отца“ (1951)».

## Общественная деятельность
Харви много лет проработал в Гильдии киноактеров, а также был попечителем Фонда помощи кинематографистам.

## Личная жизнь
Пол Харви был женат дважды. Его первой женой была Мерл Стэнтон (англ.  Merle Stanton). Позднее Харви женился на актрисе Оттайе Генриетте Крэймер (англ.  Ottye Henrietta Cramer), с которой прожил до своей смерти в 1955 году.

## Смерть
В 72 года Пол Харви всё ещё продолжал активно работать, когда 15 декабря 1955 года в Лос-Анджелесе скоропостижно скончался от коронарного тромбоза.

## Фильмография
| Год        |     | Русское название                                                                                    | Оригинальное название                                                                               | Роль                                                                            |
| ---------- | --- | --------------------------------------------------------------------------------------------------- | --------------------------------------------------------------------------------------------------- | ------------------------------------------------------------------------------- |
| 1915       | ф   | Жемчуг Антильских островов                                                                          | The Pearl of the Antilles                                                                           | полковник Генри Ричмонд                                                         |
| 1917       | кор | Басня обо всей этой треугольной ерунде, если судить по талону на питание                            | The Fable of All That Triangle Stuff As Sized Up by the Meal Ticket                                 | Уиллистон Фосбрук                                                               |
| 1917       | кор | Басня о принце Фортунате, который переехал с Изи-стрит, и Сайласе, Спасителе, который переехал сюда | The Fable of Prince Fortunatus, Who Moved Away from Easy Street, and Silas, the Saver, Who Moved In | Сайлас                                                                          |
| 1917       | кор | Басня о трудном восхождении и сияющей настольной лампе                                              | The Fable of the Toilsome Ascent and the Shining Table Lamp                                         | Сильвестер                                                                      |
| 1918       | ф   | Мужчины, которые занимались со мной любовью                                                         | Men Who Have Made Love to Me                                                                        | писатель                                                                        |
| 1928       | кор | Два мастера                                                                                         | Two Masters                                                                                         |                                                                                 |
| 1929       | ф   | Ужасная правда                                                                                      | The Awful Truth                                                                                     | Дэн Лизон                                                                       |
| 1930       | кор | Сильная рука                                                                                        | The Strong Arm                                                                                      |                                                                                 |
| 1932       | ф   | Мудрый пол                                                                                          | The Wiser Sex                                                                                       | Блэйни                                                                          |
| 1933       | ф   | Совет страдающему от любви                                                                          | Advise to the Lovelorn                                                                              | Гаскелл                                                                         |
| 1934       | ф   | Романы Челлини                                                                                      | The Affairs of Cellini                                                                              | эмиссар                                                                         |
| 1934       | ф   | Рожденная быть плохой                                                                               | Born to Be Bad                                                                                      | адвокат Браун                                                                   |
| 1934       | ф   | Храбрость Чарли Чана                                                                                | Charlie Chan's Courage                                                                              | ДЖей П. Мэдден / Джерри Дилейни                                                 |
| 1934       | ф   | Ловкий Энди                                                                                         | Handy Andy                                                                                          | Чарли Норкросс                                                                  |
| 1934       | ф   | Шляпа, пальто и перчатка                                                                            | Hat, Coat, and Glove                                                                                | обвинитель в суде                                                               |
| 1934       | ф   | Дом Ротшильдов                                                                                      | The House of Rothschild                                                                             | Соломон Ротшильд                                                                |
| 1934       | ф   | Детские миллионы                                                                                    | Kid Millions                                                                                        | шейх Мулхулла                                                                   |
| 1934       | ф   | В поисках неприятностей                                                                             | Looking for Trouble                                                                                 | Джеймс Риган                                                                    |
| 1934       | ф   | Президент исчезает                                                                                  | The President Vanishes                                                                              | Скиннер                                                                         |
| 1934       | ф   | Она была леди                                                                                       | She Was a Lady                                                                                      | Джефф Дайер                                                                     |
| 1934       | ф   | Порочная женщина                                                                                    | A Wicked Woman                                                                                      | Эд Трайс                                                                        |
| 1934       | ф   | Бродвей Билл                                                                                        | Broadway Bill                                                                                       | Джеймс Уайтхолл (в титрах не указан)                                            |
| 1934       | ф   | Последний джентльмен                                                                                | The Last Gentleman                                                                                  | кредитор Джадда (в титрах не указан)                                            |
| 1935       | ф   | Алиби Айк                                                                                           | Alibi Ike                                                                                           | Лефти Кроуфорд                                                                  |
| 1935       | ф   | Мелодия Бродвея 1936 года                                                                           | Broadway Melody of 1936                                                                             | управляющий редактор                                                            |
| 1935       | ф   | Четыре часа на убийство!                                                                            | Four Hours to Kill!                                                                                 | капитан Сивер                                                                   |
| 1935       | ф   | Поездка в город                                                                                     | Goin' to Town                                                                                       | Донован                                                                         |
| 1935       | ф   | Я буду любить тебя всегда                                                                           | I'll Love You Always                                                                                | Сэндстоун                                                                       |
| 1935       | ф   | Миллион благодарностей                                                                              | Thanks a Million                                                                                    | Максвелл                                                                        |
| 1935       | ф   | Весь город говорит                                                                                  | The Whole Town's Talking                                                                            | »Джей Г.» Карпентер                                                             |
| 1936       | ф   | Уик-энд в августе                                                                                   | August Weekend                                                                                      | Джордж Вэшбоун                                                                  |
| 1936       | ф   | Окаменелый лес                                                                                      | The Petrified Forest                                                                                | мистер Чисхолм                                                                  |
| 1936       | ф   | Человек с равнины                                                                                   | The Plainsman                                                                                       | Жёлтая рука                                                                     |
| 1936       | ф   | Личный номер                                                                                        | Private Number                                                                                      | Перри Уинфилд                                                                   |
| 1936       | ф   | Возвращение Софи Лэнг                                                                               | The Return of Sophie Lang                                                                           | инспектор Парр                                                                  |
| 1936       | ф   | Роза ранчо                                                                                          | Rose of the Rancho                                                                                  | босс Мартин                                                                     |
| 1936       | ф   | Трое на лошади                                                                                      | Three Men on a Horse                                                                                | Кларенс Доббинс                                                                 |
| 1936       | ф   | Разгуливая мертвым                                                                                  | The Walking Dead                                                                                    | Блэкстоун                                                                       |
| 1936       | ф   | Кресло свидетеля                                                                                    | The Witness Chair                                                                                   | судебный обвинитель Мартин                                                      |
| 1936       | ф   | Йеллоустоун                                                                                         | Yellowstone                                                                                         | главный рейнджер Р. С. Рэделл                                                   |
| 1936       | ф   | Не лезь не в своё дело                                                                              | Mind Your Own Business                                                                              | Брэнниган                                                                       |
| 1936       | ф   | Смерть генерала на рассвете                                                                         | The General Died at Dawn                                                                            | американский муж (в титрах не указан)                                           |
| 1936       | ф   | Безумный праздник                                                                                   | Mad Holiday                                                                                         | шеф Гиббс (в титрах не указан)                                                  |
| 1936       | ф   | Почтовый инспектор                                                                                  | Postal Inspector                                                                                    | лейтенант полиции Ордуэй (в титрах не указан)                                   |
| 1937       | ф   | Чёрный легион                                                                                       | Black Legion                                                                                        | Биллингс                                                                        |
| 1937       | ф   | 23 ½ часа, чтобы уехать                                                                             | 23 1/2 Hours Leave                                                                                  | генерал Маркли                                                                  |
| 1937       | ф   | Большой город                                                                                       | Big City                                                                                            | окружной прокурор Гилберт                                                       |
| 1937       | ф   | Дьявол за рулём                                                                                     | The Devil Is Driving                                                                                | Сэм Митчелл                                                                     |
| 1937       | ф   | Высокие полёты                                                                                      | High Flyers                                                                                         | Хорас Арлингтон                                                                 |
| 1937       | ф   | Дорогая мисс Олдрич                                                                                 | My Dear Miss Aldrich                                                                                | мистер Синклер                                                                  |
| 1937       | ф   | Снова включено - Снова выключено                                                                    | On Again-Off Again                                                                                  | мистер Эпплгейт                                                                 |
| 1937       | ф   | Солдат и леди                                                                                       | The Soldier and the Lady                                                                            | Царь Александр II                                                               |
| 1938       | ф   | Алжир                                                                                               | Algiers                                                                                             | Жанивье                                                                         |
| 1938       | ф   | Чарли Чан в Гонолулу                                                                                | Charlie Chan in Honolulu                                                                            | инспектор Роулинс                                                               |
| 1938       | ф   | Семья Хиггинсов                                                                                     | The Higgins Family                                                                                  | Олли Торнвальд                                                                  |
| 1938       | ф   | Дам миллион                                                                                         | I'll Give a Million                                                                                 | Коркоран                                                                        |
| 1938       | ф   | Если бы я был королём                                                                               | If I Were King                                                                                      | бургундиец Херальд                                                              |
| 1938       | ф   | Бюджетная любовь                                                                                    | Love on a Budget                                                                                    | Эмори Фишер                                                                     |
| 1938       | ф   | Ребекка с фермы Саннибрук                                                                           | Rebecca of Sunnybrook Farm                                                                          | Сайрус Бартлетт                                                                 |
| 1938       | ф   | Сёстры                                                                                              | The Sisters                                                                                         | Калеб Аммон                                                                     |
| 1938       | ф   | Простенькое дело об убийстве                                                                        | A Slight Case of Murder                                                                             | мистер Уайтвуд                                                                  |
| 1938       | ф   | Опять эта женщина                                                                                   | There's That Woman Again                                                                            | Стоун                                                                           |
| 1939       | ф   | Забытая женщина                                                                                     | The Forgotten Woman                                                                                 | Чарльз Кортени                                                                  |
| 1939       | ф   | Горилла                                                                                             | The Gorilla                                                                                         | А. П. Конуэй                                                                    |
| 1939       | ф   | Познакомьтесь с доктором Кристианом                                                                 | Meet Dr. Christian                                                                                  | Джон Хьюитт                                                                     |
| 1939       | ф   | Мистер Мото на опасном острове                                                                      | Mr. Moto in Danger Island                                                                           | губернатор Джон Бентли                                                          |
| 1939       | ф   | Никогда не отчаивайся                                                                               | Never Say Die                                                                                       | Джаспер Хокинс                                                                  |
| 1939       | ф   | Новости делаются по ночам                                                                           | News Is Made at Night                                                                               | инспектор Мелроуз                                                               |
| 1939       | ф   | Стэнли и Ливингстон                                                                                 | Stanley and Livingstone                                                                             | полковник Граймс                                                                |
| 1939       | ф   | Им нужна музыка                                                                                     | They Shall Have Music                                                                               | менеджер Хейфеца                                                                |
| 1939       | ф   | Двое чистокровных                                                                                   | Two Thoroughbreds                                                                                   | владелец лошади                                                                 |
| 1940       | ф   | Аризона                                                                                             | Arizona                                                                                             | Соломон Уорнер                                                                  |
| 1940       | ф   | Жизнь репортёра                                                                                     | Behind the News                                                                                     | окружной прокурор Хардин С. Келли                                               |
| 1940       | ф   | Братец крыса и ребёнок                                                                              | Brother Rat and a Baby                                                                              | Стерлинг Рэндольф                                                               |
| 1940       | ф   | Старшая школа                                                                                       | High School                                                                                         | Джеймс Уоллес                                                                   |
| 1940       | ф   | Пульс Манхэттена                                                                                    | Manhattan Heartbeat                                                                                 | доктор Бентли                                                                   |
| 1940       | ф   | Морпехи на высоте                                                                                   | The Marines Fly High                                                                                | полковник Хилл                                                                  |
| 1940       | ф   | Мэрилэнд                                                                                            | Maryland                                                                                            | Бакмэн                                                                          |
| 1940       | ф   | Девушка моряка                                                                                      | Sailor's Lady                                                                                       | капитан                                                                         |
| 1940       | ф   | Тайфун                                                                                              | Typhoon                                                                                             | отец Ди                                                                         |
| 1940       | ф   | Магическая пуля доктора Эрлиха                                                                      | Dr. Ehrlich's Magic Bullet                                                                          | адвокат защиты (в титрах не указан)                                             |
| 1941       | ф   | Великие пушки                                                                                       | Great Guns                                                                                          | генерал Тейлор                                                                  |
| 1941       | ф   | Высокая Сьерра                                                                                      | High Sierra                                                                                         | мистер Боуман                                                                   |
| 1941       | ф   | Закон тропиков                                                                                      | Law of the Tropics                                                                                  | Альфред Кинг - старший                                                          |
| 1941       | ф   | Берег в тумане                                                                                      | Out of the Fog                                                                                      | судья Мориарти                                                                  |
| 1941       | ф   | Пухлая голова                                                                                       | Puddin' Head                                                                                        | мистер Харви                                                                    |
| 1941       | ф   | Памятный день                                                                                       | Remember the Day                                                                                    | сенатор Филлипс                                                                 |
| 1941       | ф   | Скачи, ковбой                                                                                       | Ride on Vaquero                                                                                     | полковник Уоррен                                                                |
| 1941       | ф   | Вставай и сияй                                                                                      | Rise and Shine                                                                                      | Орвилл Тёрнер                                                                   |
| 1941       | ф   | Три девушки в городе                                                                                | Three Girls About Town                                                                              | Фред Чамберс, редактор                                                          |
| 1941       | ф   | Вы принадлежите мне                                                                                 | You Belong to Me                                                                                    | Барроуз                                                                         |
| 1941       | ф   | Теперь ты в армии                                                                                   | You're in the Army Now                                                                              | генерал Филпот                                                                  |
| 1941       | ф   | Мистер Окружной прокурор в деле Картера                                                             | Mr. District Attorney in the Carter Case                                                            | окружной прокурор Уинтон                                                        |
| 1942       | ф   | Сердце золотого запада                                                                              | Heart of the Golden West                                                                            | Джеймс Бараби                                                                   |
| 1942       | ф   | Человек, который не умирал                                                                          | The Man Who Wouldn't Die                                                                            | Дадли Уолфф                                                                     |
| 1942       | ф   | Маскарад при лунном свете                                                                           | Moonlight Masquerade                                                                                | Джон Беннетт - старший                                                          |
| 1942       | ф   | Трагедия в полночь                                                                                  | A Tragedy at Midnight                                                                               | Лэндек                                                                          |
| 1942       | ф   | Ты не можешь сбежать навсегда                                                                       | You Can't Escape Forever                                                                            | майор Тёрнер                                                                    |
| 1942       | ф   | Благословенное событие Блонди                                                                       | Blondie's Blessed Event                                                                             | Уильям Лоренс (в титрах не указан)                                              |
| 1943       | ф   | Человек с музыкальной горы                                                                          | Man from Music Mountain                                                                             | Артур Дэвис                                                                     |
| 1943       | ф   | Таинственная трансляция                                                                             | Mystery Broadcast                                                                                   | Артур Джей Стэнли                                                               |
| 1943       | ф   | Благодари судьбу                                                                                    | Thank Your Lucky Stars                                                                              | доктор Кирби (в титрах не указан)                                               |
| 1944       | ф   | Генри Олдрич играет купидона                                                                        | Henry Aldrich Plays Cupid                                                                           | сенатор Том Колдикотт                                                           |
| 1944       | ф   | Праздник                                                                                            | Jamboree                                                                                            | П. Джей Джарвис                                                                 |
| 1944       | ф   | Чистокровные лошади                                                                                 | Thoroughbreds                                                                                       | Джон Крэндолл                                                                   |
| 1944       | ф   | Четыре девушки в джипе                                                                              | Four Jills in a Jeep                                                                                | генерал (в титрах не указан)                                                    |
| 1944       | ф   | Тем временем, дорогая                                                                               | In the Meantime, Darling                                                                            | генерал-майор Б. Р. Гарнетт (в титрах не указан)                                |
| 1945       | ф   | Парень из Чикаго                                                                                    | The Chicago Kid                                                                                     | Картер                                                                          |
| 1945       | ф   | Не загоняй меня в угол                                                                              | Don't Fence Me In                                                                                   | губернатор Томас                                                                |
| 1945       | ф   | Звуки горна в полночь                                                                               | The Horn Blows at Midnight                                                                          | управляющий гостиницей Томпсон                                                  |
| 1945       | ф   | Мама любит папу                                                                                     | Mama Loves Papa                                                                                     |                                                                                 |
| 1945       | ф   | Южанин                                                                                              | The Southerner                                                                                      | Растон                                                                          |
| 1945       | ф   | Завороженный                                                                                        | Spellbound                                                                                          | доктор Хэниш                                                                    |
| 1945       | ф   | Раскачиваясь на радуге                                                                              | Swingin' on a Rainbow                                                                               | Томас Марсден                                                                   |
| 1945       | ф   | Полуночная охота                                                                                    | Midnight Manhunt                                                                                    | мистер Макэндрюс, ночной редактор (в титрах не указан)                          |
| 1945       | ф   | Подушка для должности                                                                               | Pillow to Post                                                                                      | Джей Р. Говард, глава компании по поставкам нефтяных вышек (в титрах не указан) |
| 1945       | ф   | Ярмарка штата                                                                                       | State Fair                                                                                          | Симпсон (в титрах не указан)                                                    |
| 1946       | ф   | Бамбуковая блондинка                                                                                | The Bamboo Blonde                                                                                   | Патрик Рэнсон - старший                                                         |
| 1946       | ф   | Счастливый день Блонди                                                                              | Blondie's Lucky Day                                                                                 | Джонатан Батлер - старший                                                       |
| 1946       | ф   | Легко жениться                                                                                      | Easy to Wed                                                                                         | Кёртис Фарвуд                                                                   |
| 1946       | ф   | Весёлые клинки                                                                                      | Gay Blades                                                                                          | Джей М. Снайвли                                                                 |
| 1946       | ф   | Хелдорадо                                                                                           | Heldorado                                                                                           | С. В. Дрисколл                                                                  |
| 1946       | ф   | В быстрой компании                                                                                  | In Fast Company                                                                                     | Патрик Маккормик                                                                |
| 1946       | ф   | Ночь в Касабланке                                                                                   | A Night in Casablanca                                                                               | мистер Смайт                                                                    |
| 1946       | ф   | Они сделали меня убийцей                                                                            | They Made Me a Killer                                                                               | окружной прокурор Бут                                                           |
| 1946       | ф   | Мэйзи идёт вверх                                                                                    | Up Goes Maisie                                                                                      | мистер Джей Г. Наболт                                                           |
| 1946       | ф   | Тень женщины                                                                                        | Shadow of a Woman                                                                                   | Говард К. Брукс, шеф детективного отдела (в титрах не указан)                   |
| 1946       | ф   | Эта девушка Бреннана                                                                                | That Brennan Girl                                                                                   | судья (в титрах не указан)                                                      |
| 1947       | ф   | Начало или конец                                                                                    | The Beginning or the End                                                                            | генерал-лейтенант В. Д. Стайер                                                  |
| 1947       | ф   | Улица опасности                                                                                     | Danger Street                                                                                       | Тёрлок                                                                          |
| 1947       | ф   | Высокий Барбери                                                                                     | High Barbaree                                                                                       | Джон Кейс                                                                       |
| 1947       | ф   | Из ниоткуда                                                                                         | Out of the Blue                                                                                     | мистер Холлистон                                                                |
| 1947       | ф   | Когда девушка красива                                                                               | When a Girl's Beautiful                                                                             | Стаффорд Шейн                                                                   |
| 1947       | ф   | Вайоминг                                                                                            | Wyoming                                                                                             | судья Шеридан                                                                   |
| 1947       | ф   | Покойный Джордж Эпли                                                                                | The Late George Apley                                                                               | Джулиан Х. Доул (в титрах не указан)                                            |
| 1947       | ф   | Жизнь на широкую ногу                                                                               | Living in a Big Way                                                                                 | судья (в титрах не указан)                                                      |
| 1948       | ф   | Награда Блонди                                                                                      | Blondie's Reward                                                                                    | Джон Д. Диксон                                                                  |
| 1948       | ф   | Звонить: Нортсайд 777                                                                               | Call Northside 777                                                                                  | Мартин Бёрнс                                                                    |
| 1948       | ф   | Семейный медовый месяц                                                                              | Family Honeymoon                                                                                    | ректор Фенстер                                                                  |
| 1948       | ф   | Молния в лесу                                                                                       | Lightnin' in the Forest                                                                             | судья Уотерман                                                                  |
| 1948       | ф   | Бухта контрабандистов                                                                               | Smugglers' Cove                                                                                     | Терренс Махоуни, эсквайр                                                        |
| 1948       | ф   | Скорость с запасом                                                                                  | Speed to Spare                                                                                      | Эл Симмонс                                                                      |
| 1948       | ф   | Порт в полночь                                                                                      | Waterfront at Midnight                                                                              | комиссар Райан                                                                  |
| 1948       | ф   | Судья выходит                                                                                       | The Judge Steps Out                                                                                 |                                                                                 |
| 1948       | ф   | Передайте моё почтение Бродвею                                                                      | Give My Regards to Broadway                                                                         | мистер Бойд (в титрах не указан)                                                |
| 1948       | ф   | Южный янки                                                                                          | A Southern Yankee                                                                                   | управляющий отелем «Плаза» (в титрах не указан)                                 |
| 1949       | ф   | На кораблях по морю                                                                                 | Down to the Sea in Ships                                                                            | капитан Джон Бриггс                                                             |
| 1949       | ф   | Дьюк из Чикаго                                                                                      | Duke of Chicago                                                                                     | Честер Каннингэм                                                                |
| 1949       | ф   | Девушка из Джоунс Бич                                                                               | The Girl from Jones Beach                                                                           | Джим Таунсэнд                                                                   |
| 1949       | ф   | Джон любит Мэри                                                                                     | John Loves Mary                                                                                     | генерал Биддл                                                                   |
| 1949       | ф   | Мистер Бельведер едет в колледж                                                                     | Mr. Belvedere Goes to College                                                                       | доктор Китинг                                                                   |
| 1949       | ф   | Сделай один ложный шаг                                                                              | Take One False Step                                                                                 | А. К. Арнспигер                                                                 |
| 1949       | ф   | Источник                                                                                            | The Fountainhead                                                                                    | оперный бизнесмен (в титрах не указан)                                          |
| 1949       | ф   | Невероятный бальный зал                                                                             | Make Believe Ballroom                                                                               | Джордж Уикокс (в титрах не указан)                                              |
| 1949       | ф   | Специальный агент                                                                                   | Special Agent                                                                                       | мистер Трэвис, владелец ранчо (в титрах не указан)                              |
| 1950       | ф   | Отец невесты                                                                                        | Father of the Bride                                                                                 | преподобный Голсуорси                                                           |
| 1950       | ф   | Летящая ракета                                                                                      | The Flying Missile                                                                                  | генерал Бентон, США                                                             |
| 1950       | ф   | Разделительная линия                                                                                | The Lawless                                                                                         | Блейк, начальник полиции                                                        |
| 1950       | ф   | Молочник                                                                                            | The Milkman                                                                                         | Д. А. Эбботт                                                                    |
| 1950       | ф   | Стремясь высоко                                                                                     | Riding High                                                                                         | Уайтхолл                                                                        |
| 1950       | ф   | Переулок                                                                                            | Side Street                                                                                         | Эмиль Лоррисон                                                                  |
| 1950       | ф   | Шкипер удивил свою жену                                                                             | The Skipper Surprised His Wife                                                                      | Брендон Бойд                                                                    |
| 1950       | ф   | Три маленьких слова                                                                                 | Three Little Words                                                                                  | Эл Мастерс                                                                      |
| 1950       | ф   | Без маски                                                                                           | Unmasked                                                                                            | Гарри Джексон                                                                   |
| 1950       | ф   | Мужчина из жёлтого такси                                                                            | The Yellow Cab Man                                                                                  | Пирсон Хендрикс                                                                 |
| 1950       | ф   | Стелла                                                                                              | Stella                                                                                              | Ральф Дэнни (в титрах не указан)                                                |
| 1950       | ф   | Билет в Томагавк                                                                                    | A Ticket to Tomahawk                                                                                | мистер Бишоп (в титрах не указан)                                               |
| 1950       | ф   | Когда Вилли возвращался домой                                                                       | When Willie Comes Marching Home                                                                     | бригадный генерал Лэмсон (в титрах не указан)                                   |
| 1951       | ф   | Извините мою пыль                                                                                   | Excuse My Dust                                                                                      | Сайрус Рэндом - старший                                                         |
| 1951       | ф   | Маленькая прибыль отца                                                                              | Father's Little Dividend                                                                            | преподобный Голсуорси                                                           |
| 1951       | ф   | Флот, вперёд!                                                                                       | Let's Go Navy!                                                                                      | лейтенант-коммандер Кью Тэннен                                                  |
| 1951       | ф   | Гром в Божьей стране                                                                                | Thunder in God's Country                                                                            | Карсон Мастерсон                                                                |
| 1951       | ф   | Вперёд                                                                                              | Up Front                                                                                            | полковник Экели                                                                 |
| 1951       | ф   | Великий Карузо                                                                                      | The Great Caruso                                                                                    | церемониймейстер оперного бенефиса (в титрах не указан)                         |
| 1951       | ф   | Высокая цель                                                                                        | The Tall Target                                                                                     | (в титрах не указан)                                                            |
| 1951       | с   | Театр «Бигелоу»                                                                                     | The Bigelow Theatre                                                                                 | (1 эпизод)                                                                      |
| 1951       | с   | Шоу Эмоса и Энди                                                                                    | The Amos 'n Andy Show                                                                               | судья Артур Джей Флеминг (1 эпизод, в титрах не указан)                         |
| 1952       | ф   | Кто-нибудь видел мою девчонку?                                                                      | Has Anybody Seen My Gal                                                                             | судья Уилкинс                                                                   |
| 1952       | ф   | Апрель в Париже                                                                                     | April in Paris                                                                                      | секретарь Роберт Шерман                                                         |
| 1952       | ф   | Лодка мечты                                                                                         | Dreamboat                                                                                           | юрист Д. В. Харрингтон                                                          |
| 1952       | ф   | В первый раз                                                                                        | The First Time                                                                                      | Лиминг                                                                          |
| 1952       | ф   | А вот и Нелсоны                                                                                     | Here Come the Nelsons                                                                               | Сэмюэл Т. Джонс                                                                 |
| 1952       | ф   | Привет, красотки!                                                                                   | Skirts Ahoy!                                                                                        | старый морской офицер в театре (в титрах не указан)                             |
| 1952       | с   | Наша мисс Брукс                                                                                     | Our Miss Brooks                                                                                     | мистер Стоун (1 эпизод)                                                         |
| 1953       | ф   | Джейн-катастрофа                                                                                    | Calamity Jane                                                                                       | Генри Миллер                                                                    |
| 1953       | ф   | Ещё предстоит увидеть                                                                               | Remains to Be Seen                                                                                  | мистер Беннетт                                                                  |
| 1953       | ф   | Девушка, у которой было всё                                                                         | The Girl Who Had Everything                                                                         | сенатор Драммонд (в титрах не указан)                                           |
| 1953       | ф   | А вот и девушки                                                                                     | Here Come the Girls                                                                                 | мистер Ньюболд (в титрах не указан)                                             |
| 1953       | с   | Мистер и миссис Норт                                                                                | Mr. & Mrs. North                                                                                    | охранник Хейнс (1 эпизод)                                                       |
| 1953       | с   | Я люблю Люси                                                                                        | I Love Lucy                                                                                         | мистер Харви (1 эпизод)                                                         |
| 1953       | с   | Телевизионный театр «Форда»                                                                         | The Ford Television Theatre                                                                         | (1 эпизод)                                                                      |
| 1953       | с   | Твоя любимая история                                                                                | Your Favorite Story                                                                                 | (1 эпизод)                                                                      |
| 1953       | с   | Витрина вашего ювелира                                                                              | Your Jeweler's Showcase                                                                             | (1 эпизод)                                                                      |
| 1953       | с   | Зеркальный театр «Ревлон»                                                                           | The Revlon Mirror Theater                                                                           | (1 эпизод)                                                                      |
| 1953—1955  | с   | Шоу Джорджа Бернса и Грейси Аллен                                                                   | The George Burns and Gracie Allen Show                                                              | разные роли (3 эпизода)                                                         |
| 1953—1955  | с   | Кавалькада Америки                                                                                  | Cavalcade of America                                                                                | мэр (3 эпизода)                                                                 |
| 1954       | ф   | Сабрина                                                                                             | Sabrina                                                                                             | доктор Калауэй (в титрах не указан)                                             |
| 1954       | с   | Письмо к Лоретте                                                                                    | Letter to Loretta                                                                                   | мистер Ричардс (1 эпизод)                                                       |
| 1954       | с   | Отец знает лучше                                                                                    | Father Knows Best                                                                                   | Гриббл (1 эпизод)                                                               |
| 1954       | с   | Общественный защитник                                                                               | Public Defender                                                                                     | Джон Дэлтон (1 эпизод)                                                          |
| 1954       | с   | Студия 57                                                                                           | Studio 57                                                                                           | Чарльз Р. Портер (1 эпизод)                                                     |
| 1954       | с   | Вилли                                                                                               | Willy                                                                                               | (2 эпизода)                                                                     |
| 1954—1955  | с   | Декабрьская невеста                                                                                 | December Bride                                                                                      | Гордон (2 эпизода)                                                              |
| 1954— 1956 | с   | Это великолепная жизнь                                                                              | It's a Great Life                                                                                   | разные роли (2 эпизода)                                                         |
| 1955       | ф   | Высшее общество                                                                                     | High Society                                                                                        | Генри Болдуин                                                                   |
| 1955       | кор | Благородный воин                                                                                    | The Gentle Warrior                                                                                  | Сайрус Батлер                                                                   |
| 1955       | ф   | Пьеса для троих                                                                                     | Three for the Show                                                                                  | полковник Гарольд Джей Уортон (в титрах не указан)                              |
| 1955       | с   | Военно-морской журнал                                                                               | Navy Log                                                                                            | военно-морской министр (1 эпизод)                                               |
| 1955       | с   | Видео-театр «Люкс»                                                                                  | Lux Video Theatre                                                                                   | разные роли (2 эпизода)                                                         |
| 1955       | с   | Приключения Оззи и Харриет                                                                          | The Adventures of Ozzie and Harriet                                                                 | судья (1 эпизод)                                                                |
| 1955       | с   | Моя маленькая Марджи                                                                                | My Little Margie                                                                                    | Джеймс Слейд (2 эпизода)                                                        |
| 1955       | с   | Кульминация                                                                                         | Climax!                                                                                             | (1 эпизод)                                                                      |
| 1955       | с   | Свистун                                                                                             | The Whistler                                                                                        | Эдгар Брюстер (1 эпизод)                                                        |
| 1955       | с   | Вот таков Голливуд                                                                                  | So This Is Hollywood                                                                                | Т. Джей Кармайкл (1 эпизод)                                                     |
| 1955       | с   | Театр Джейн Уаймен                                                                                  | Jane Wyman Presents The Fireside Theatre                                                            | Джо (1 эпизод)                                                                  |
| 1955       | с   | Театр кинорежиссёров                                                                                | Screen Directors Playhouse                                                                          | губернатор Джон Х. Диркс (1 эпизод)                                             |
| 1955—1957  | с   | Шоу Роя Роджерса                                                                                    | The Roy Rogers Show                                                                                 | разные роли (4 эпизода)                                                         |
| 1956       | ф   | Десять заповедей                                                                                    | The Ten Commandments                                                                                | королевский врач (в титрах не указан)                                           |
| 1956       | с   | Театр Этель Бэрримор                                                                                | Ethel Barrymore Theater                                                                             | (1 эпизод)                                                                      |
| 1957       | с   | Кристоферы                                                                                          | The Christophers                                                                                    | (1 эпизод)                                                                      |